# 大野延太郎
大野延太郎（おおの のぶたろう、1863年4月14日〈文久3年2月27日〉 - 1938年〈昭和13年〉3月22日）、雅号・大野雲外（おおの うんがい）は、明治時代から昭和時代初期に活動した日本の画工・人類学者・考古学者。東京帝国大学に所属して遺跡から出土した遺物の図版製作や、人類学・考古学に関する学術書籍・雑誌の挿絵製作などをしつつ、調査・研究活動も行った。

## 人物

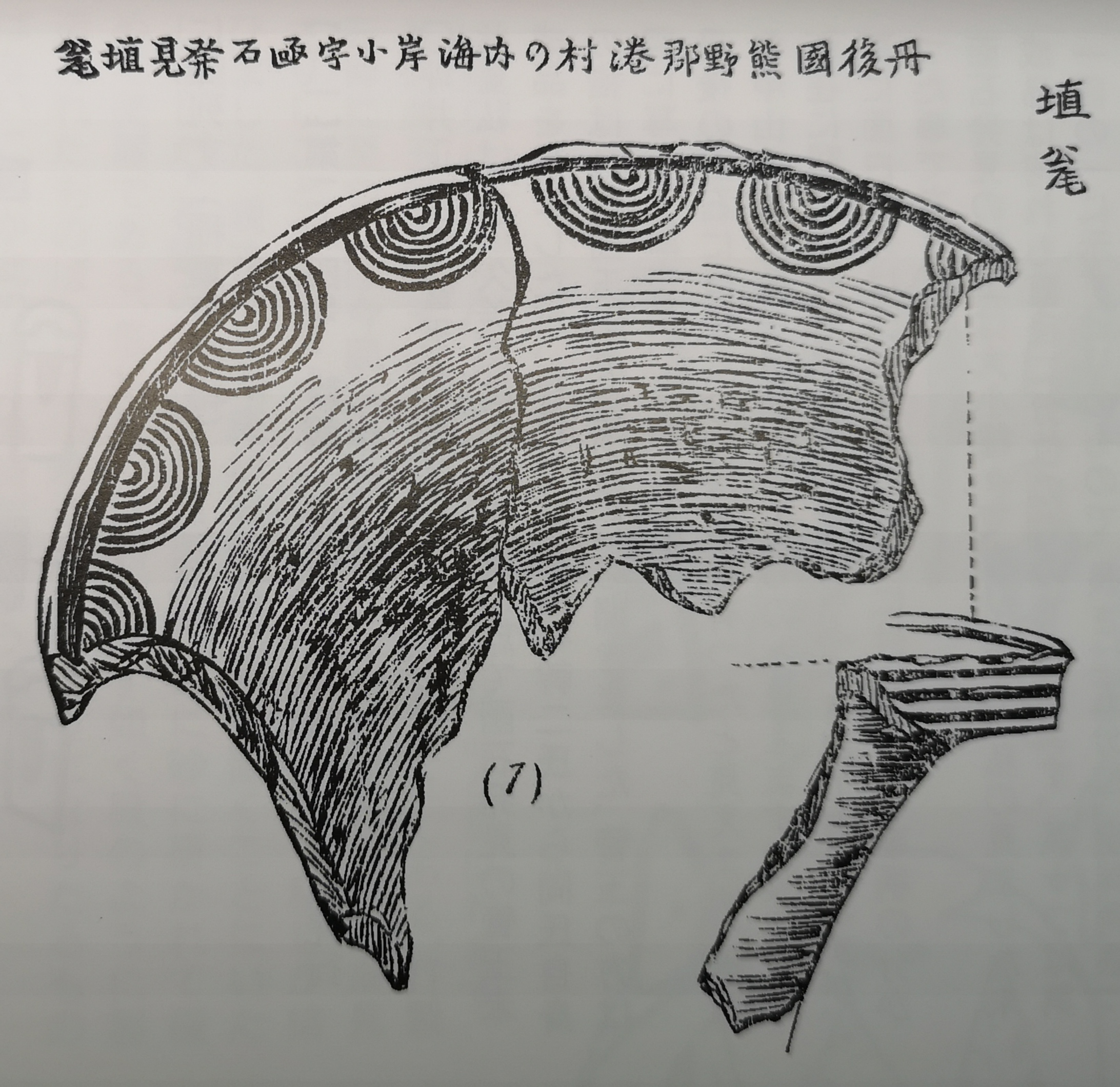
大野による函石浜遺跡（京都府京丹後市久美浜町）出土の弥生土器図版。1910年（明治43年）9月20日『人類学雑誌』第27巻第9号雑報掲載。

旧越前国の福井県坂井郡丸岡町（現・坂井市）出身。1880年（明治13年）に東京の本多錦吉郎の塾に入り図画を学ぶ。
1886年（明治19年）、金港堂編集所に雇聘される。1891年（明治24年）の東京英語学校の図画教授を経て、1892年（明治25年）に東京帝国大学人類学教室の図画嘱託（画工）となる。
画工として土器や石器などの写生に従事する内に学術研究に対する意欲にも目覚め、1902年（明治35年）に同人類学教室の助手となった。坪井正五郎らが主宰する日本人類学会の『人類学雑誌』上に土偶や石器、装身具等の型式分類に関する論文を発表した。岩版（岩盤）についての本格的な分析・研究を学史上の最初期に行い、土版と岩版は土偶の退化形態であると位置づけた。

## 著作

### 単著
- 『模様のくら』 第1集（日本石器時代の部）、嵩山房、1901年1月。 NCID BA3460725X。全国書誌番号:40072840。
- 『先史考古図譜』嵩山房、1904年5月。 NCID BA39666110。全国書誌番号:40012368。
- 『人種紋様』 上代日本の部、芸艸堂、1907年11月。 NCID BA61403241。
- 『人種紋様』 先住民の部、芸艸堂、1915年3月。 NCID BA61403241。全国書誌番号:43034328。
- 『古代日本遺物遺跡の研究』磯部甲陽堂、1925年9月。 NCID BN08140938。全国書誌番号:43048002 全国書誌番号:64012036。
- 『遺跡遺物より観たる日本先住民の研究』磯部甲陽堂、1926年4月。 NCID BN07353831。全国書誌番号:43052324 全国書誌番号:64012037。
- 『考古学大観』春陽堂、1930年5月。 NCID BN08472993。全国書誌番号:47000373。
- 『土中の文化 考古学研究資料』春陽堂、1931年8月。 NCID BN08234135。全国書誌番号:47000307。

### 共著
- 沼田頼輔、大野雲外『日本考古図譜』坪井正五郎校閲、嵩山房、1898年9月。 NCID BN08142966。全国書誌番号:40012647。

### 共編
- 鳥居龍蔵、大野雲外 編『人種地図』坪井正五郎閲、嵩山房、1902年11月。全国書誌番号:40055895。

### 著作集
- 斎藤忠、浅田芳朗 編『大野延太郎・八木奘三郎・和田千吉集』築地書館〈日本考古学選集 4〉。 NCID BN02042415。全国書誌番号:73013608。